# 740 (numero)
Settecentoquaranta (740) è il numero naturale dopo il 739 e prima del 741.

## Proprietà matematiche
- È un numero pari.
- È un numero composto con 12 divisori: 1, 2, 4, 5, 10, 20, 37, 74, 148, 185, 370, 740. Poiché la somma dei suoi divisori (escluso il numero stesso) è 856 > 740, è un numero abbondante.
- È un numero semiperfetto in quanto pari alla somma di alcuni (o tutti) i suoi divisori.
- È un numero pratico.
- È un numero palindromo  nel sistema di numerazione posizionale a base 18 (252)  e a base 36 (KK). In quest'ultima base è altresì un numero a cifra ripetuta.
- È parte delle terne pitagoriche (228, 704, 740), (240, 700, 740), (416, 612, 740), (444, 592, 740), (555, 740, 925), (740, 777, 1073), (740, 1269, 1469), (740, 1776, 1924), (740, 2688, 2788), (740, 3663, 3737), (740, 5451, 5501), (740, 6825, 6865), (740, 13680, 13700), (740, 27375, 27385), (740, 34221, 34229), (740, 68448, 68452), (740, 136899, 136901).
- È un numero nontotiente (per cui la equazione φ(x) = n non ha soluzione).
- È un numero odioso.

## Astronomia
- 740 Cantabia è un asteroide della fascia principale del sistema solare.
- NGC 740 è un galassia spirale della costellazione del Triangolo.

## Astronautica
- Cosmos 740 è un satellite artificiale russo.